# NGC 6719
NGC 6719 (również PGC 62710) – galaktyka spiralna (Sc), znajdująca się w gwiazdozbiorze Pawia. Odkrył ją John Herschel 23 czerwca 1835 roku.